# Chandrakirti Singh
Chandrakirti Singh (Imphal, 1831 – Imphal, 1886) è stato un principe indiano.
È stato Raja di Manipur dal 1850 al 1886.

## Biografia
Nato ad Imphal nel 1831, Chandrakirti era figlio del raja Gambhir Singh. Quando questi morì il 9 gennaio 1834, Chandrakirti gli succedette, ma data la sua giovane età venne sottoposto ad una reggenza guidata dal principe Nara Singh, cugino di secondo grado di suo padre. Nara Singh aveva goduto della piena fiducia del defunto raja che gli aveva affidato le redini dello stato in piena fiducia. La padre del giovane Chandrakirti, la regina madre Kumudini, però, temendo che la figura di Nara Singh potesse oscurare quella del giovane raja, decise di ordire una cospirazione per farlo uccidere. L'attentato fallì e sia Kumudini che Chandrakirti vennero costretti all'esilio a Cachar.
Nara Singh, salì dunque al trono di Manipur. Solo alla morte di questi, nel 1850, dopo una breve reggenza di Debindro Singh, Chandrakirti poté tornare a Manipur e rioccuparne il trono.
Chandrakirti ebbe dieci figli e sei mogli. Alla sua morte fu succeduto dal suo primogenito Surachandra Singh.